# DK10
De DK10 (Pools: Droga krajowa nr 10) is een route op het Poolse nationale wegennet. De weg loopt van de Duitse grens bij Lubieszyn tot aan Płońsk nabij Warschau. Sommige delen worden vervangen door de nieuwe weg S10. 

## Steden langs de DK10
- Lubieszyn (West-Pommeren)
- Szczecin
- Wałcz
- Piła
- Płońsk